# Norbert Henke (Richter)
Norbert Henke (* 10. Oktober 1939 in Münster) war von 1986 bis 2004 Richter am deutschen Bundessozialgericht.

## Biografie
Norbert Henke, geboren am 10. Oktober 1939 in Münster (Westfalen), legte nach dem Studium in Münster, Berlin und Straßburg die juristischen Staatsprüfungen in Hamm und Düsseldorf ab. Nach mehrjähriger praktischer Tätigkeit auf dem Gebiet des Arbeits- und Sozialrechts war er ab 1974 am Institut für Sozialrecht der Ruhr-Universität Bochum tätig. Im Jahre 1980 trat er als Richter in den Dienst der Sozialgerichtsbarkeit, zunächst am Sozialgericht Dortmund, dann am Landessozialgericht Nordrhein-Westfalen. Im Jahre 1986 wurde er zum Richter am Bundessozialgericht ernannt. Dort gehörte er zunächst dem 9. Senat, später dem 7. Senat an. Ab März 1998 war er Vorsitzender Richter des 13. Senats (Streitigkeiten aus dem Bereich der Rentenversicherung). 
Dr. Henke war zehn Jahre Mitglied des Präsidiums. Er hat zahlreiche Aufsätze und Schriften auf dem Gebiet des Sozialrechts veröffentlicht. Wegen Erreichens der Altersgrenze trat er mit dem Ende des Monats Oktober 2004 in den Ruhestand.
| Personendaten    | Personendaten                                                 |
| ---------------- | ------------------------------------------------------------- |
| NAME             | Henke, Norbert                                                |
| KURZBESCHREIBUNG | deutscher Jurist, Vorsitzender Richter am Bundessozialgericht |
| GEBURTSDATUM     | 10. Oktober 1939                                              |
| GEBURTSORT       | Münster                                                       |